# 寬掌擬寄居蟹
寬掌擬寄居蟹（学名：Parapagurus latimanus）为擬寄居蟹科擬寄居蟹屬下的一个种。